# Gran Premio del Belgio 1954
Il Gran Premio del Belgio 1954 fu la terza gara della stagione 1954 del Campionato mondiale di Formula 1, disputata il 20 giugno sul Circuito di Spa-Francorchamps.
La manifestazione fu vinta da Juan Manuel Fangio alla sua ultima gara dell'anno con la Maserati prima del passaggio alla Mercedes. Al secondo e terzo posto rispettivamente Maurice Trintignant su Ferrari e Stirling Moss su Maserati.
Nino Farina dopo aver battagliato tutta la gara con Fangio guidando con un braccio rotto è costretto al ritiro per problemi tecnici.
Lo svizzero Toulo de Graffenried prese parte all'evento con una Maserati A6GCM dotata di camera car per il film "The Racers".

## Qualifiche
| Pos | N° | Pilota                | Auto          | Squadra                   | Tempo  | Distacco |
| --- | -- | --------------------- | ------------- | ------------------------- | ------ | -------- |
| 1   | 26 | Juan Manuel Fangio    | Maserati 250F | Officine Alfieri Maserati | 4:22.1 | -        |
| 2   | 6  | José Froilán González | Ferrari 553   | Scuderia Ferrari          | 4:23.6 | +1.5     |
| 3   | 4  | Nino Farina           | Ferrari 553   | Scuderia Ferrari          | 4:26.0 | +3.9     |
| 4   | 28 | Onofre Marimon        | Maserati 250F | Officine Alfieri Maserati | 4:27.6 | +5.5     |
| 5   | 10 | Mike Hawthorn         | Ferrari 625   | Scuderia Ferrari          | 4:29.4 | +7.3     |
| 6   | 8  | Maurice Trintignant   | Ferrari 625   | Scuderia Ferrari          | 4:30.0 | +7.9     |
| 7   | 12 | Jean Behra            | Gordini 16    | Equipe Gordini            | 4:34.5 | +12.4    |
| 8   | 18 | André Pilette         | Gordini 16    | Equipe Gordini            | 4:40.0 | +17.9    |
| 9   | 22 | Stirling Moss         | Maserati 250F | Privato                   | 4:40.8 | +18.7    |
| 10  | 16 | Paul Frère            | Gordini 16    | Equipe Gordini            | 4:42.0 | +19.9    |
| 11  | 30 | Sergio Mantovani      | Maserati 250F | Officine Alfieri Maserati | 4:42.0 | +19.9    |
| 12  | 24 | Roberto Mieres        | Maserati 250F | Privato                   | 4:43.8 | +21.7    |
| 13  | 20 | Prince Bira           | Maserati 250F | Prince Bira               | 4:46.5 | +24.4    |
| 14  | 2  | Jacques Swaters       | Ferrari 625   | Ecurie Francorchamps      | 4:54.2 | +32.1    |

## Gara
| Pos | N° | Pilota                              | Auto          | Giri | Tempo/Causa Ritiro | Pos. griglia | Punti |
| --- | -- | ----------------------------------- | ------------- | ---- | ------------------ | ------------ | ----- |
| 1   | 26 | Juan Manuel Fangio                  | Maserati 250F | 36   | 2:44:42.4          | 1            | 9     |
| 2   | 8  | Maurice Trintignant                 | Ferrari 625   | 36   | + 24.2             | 6            | 6     |
| 3   | 22 | Stirling Moss                       | Maserati 250F | 35   | + 1 Giro           | 9            | 4     |
| 4   | 10 | Mike Hawthorn José Froilán González | Ferrari 625   | 35   | + 1 Giro           | 5            | 1.5   |
| 5   | 18 | André Pilette                       | Gordini 16    | 35   | + 1 Giro           | 8            | 2     |
| 6   | 20 | Prince Bira                         | Maserati 250F | 35   | + 1 Giro           | 13           |       |
| 7   | 30 | Sergio Mantovani                    | Maserati 250F | 34   | + 2 Giri           | 11           |       |
| Rit | 4  | Nino Farina                         | Ferrari 553   | 14   | Accensione         | 3            |       |
| Rit | 16 | Paul Frère                          | Gordini 16    | 14   | Motore             | 10           |       |
| Rit | 12 | Jean Behra                          | Gordini 16    | 12   | Sospensioni        | 7            |       |
| Rit | 28 | Onofre Marimon                      | Maserati 250F | 3    | Motore             | 4            |       |
| Rit | 6  | José Froilán González               | Ferrari 553   | 1    | Motore             | 2            |       |
| Rit | 2  | Jacques Swaters                     | Ferrari 625   | 1    | Motore             | 14           |       |
| Rit | 24 | Roberto Mieres                      | Maserati 250F | 0    | Incendio           | 12           |       |

## Statistiche

### Piloti
- 9ª vittoria per Juan Manuel Fangio
- 1° podio per Maurice Trintignant e Stirling Moss

### Costruttori
- 3° vittoria per la Maserati

### Motori
- 3° vittoria per il motore Maserati

### Giri al comando
- Nino Farina (1-2, 11-13)
- Juan Manuel Fangio (3-10, 14-36)

## Classifica Mondiale
| Pos | Pilota                | Punti |
| --- | --------------------- | ----- |
| 1   | Juan Manuel Fangio    | 17    |
| 2   | Maurice Trintignant   | 9     |
| 3   | Bill Vukovich         | 8     |
| 4   | José Froilán González | 6.5   |
| 5   | Nino Farina           | 6     |
|     | Jimmy Bryan           | 6     |
| 7   | Jack McGrath          | 5     |
| 8   | Stirling Moss         | 4     |
| 9   | Mike Nazaruk          | 2     |
|     | André Pilette         | 2     |
|     | Élie Bayol            | 2     |
| 12  | Duane Carter          | 1.5   |
|     | Troy Ruttman          | 1.5   |
|     | Mike Hawthorn         | 1.5   |